# Phoneyusa cultridens
Phoneyusa cultridens là một loài nhện trong họ Theraphosidae.
Loài này thuộc chi Phoneyusa. Phoneyusa cultridens được Lucien Berland miêu tả năm 1917.